# Lithospermum guatemalense
Lithospermum guatemalense är en strävbladig växtart som beskrevs av John Donnell Smith. Lithospermum guatemalense ingår i släktet stenfrön, och familjen strävbladiga växter. Inga underarter finns listade i Catalogue of Life.